# Interdisc
Interdisc fue una compañía discográfica argentina con base en Buenos Aires, especialmente activa en la década de 1980.
Tras la quiebra de la compañía, hacia fines de los años 1980, su catálogo fue adquirido y comercializado por PolyGram Argentina, la cual fue luego absorbida por Universal Music Group.

## Repertorio
El repertorio de Interdisc comprendía buena parte de los discos realizados en la década de 1980 por artistas célebres del rock argentino como Charly García, Los Abuelos de la Nada, Pedro Aznar, Celeste Carballo, Suéter, Nito Mestre, Luis Alberto Spinetta, Los Twist, Fricción, Metrópoli, G.I.T., David Lebón, Pastoral y los álbumes debut de Andrés Calamaro y Los Fabulosos Cadillacs, entre otros, los cuales han sido reeditados a partir de los 90 por PolyGram y más tarde Universal, generalmente manteniendo el logo de Interdisc como marca, aunque la compañía ya no exista como tal.
Del mismo modo Interdisc publicaba en Argentina, a principios de los 80, los lanzamientos de artistas internacionales de Warner Bros. Records y sus varios subsellos, como Atlantic, Sire o WEA.